# Frösön
Frösön – największa wyspa na jeziorze Storsjön w szwedzkiej prowincji historycznej (landskap) Jämtland, położona na zachód od centrum Östersund. Powierzchnia wyspy wynosi 40,66 km².
Na wyspie znajduje się kamień runiczny z Frösö.